# Differens
Differens betyder skillnad och används för tal och mängder inom matematiken.

## Differens inom aritmetik
Differensen mellan två tal fås genom att utföra subtraktion. Exempel: Differensen mellan 7 och 4 är 3 eftersom 7 − 4 = 3.
Absolut differens är absolutvärdet till differensen mellan två tal. Matematiskt skrivs detta såhär:
{\displaystyle |x-y|=|y-x|\geq 0}
Exempel:
{\displaystyle |7-4|=|4-7|=3}

## Differens inom mängdteori

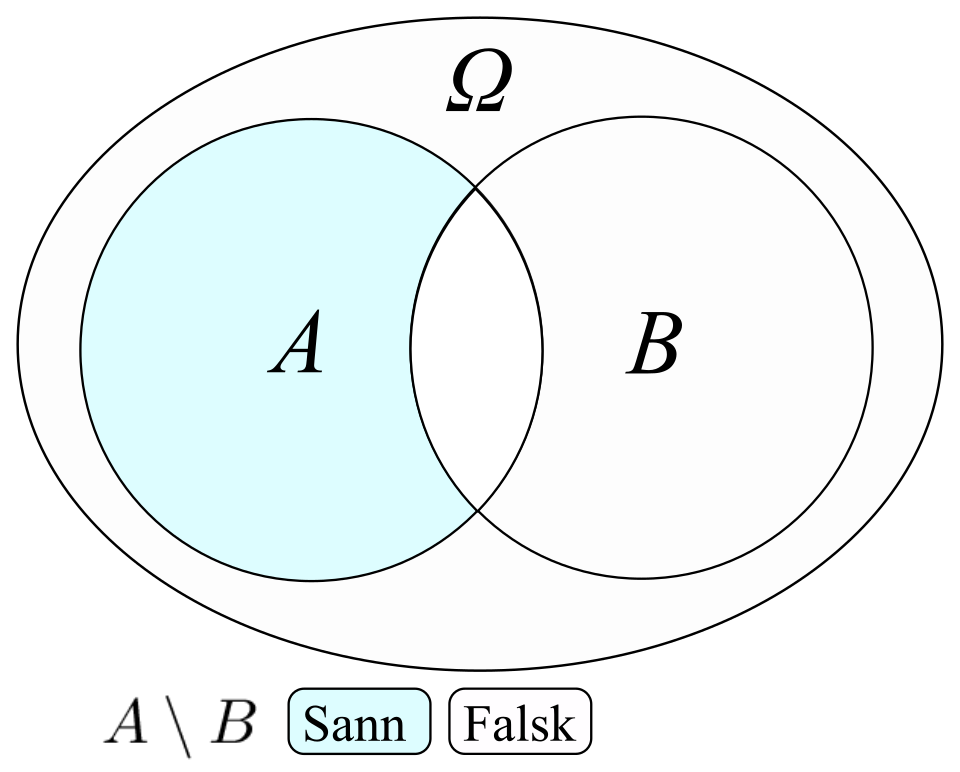

Differensen (mängddifferensen) mellan två mängder A och B är mängden av alla element som finns i A men inte i B. Mängddifferens kan uttryckas med hjälp av snitt och komplement enligt
{\displaystyle A\ \backslash \ B=A\cap B^{\complement }}.
Differensen mellan A och B skrivs A - B eller A \ B. Av definitionen förstår man att för alla A gäller A \ Ø = A och A \ A = Ø.
Exempel:
- {A, B, C, D} \ {C, D, E} = {A, B}
- {x : x är en zebra}  \ {x : x är randig} = {x : x är en zebra som inte är randig}
- {x : x är ett primtal} \ {x : x är ett udda tal} = {2}